# Zanussi
Zanussi — итальянская компания по производству бытовой техники. Основана в 1916 году, впоследствии куплена концерном Electrolux в 1984 году.

## История
В 1916 году на северо-востоке Италии молодой предприниматель по имени Антонио Дзанусси начал выпуск кухонных плит и быстро сумел создать ряд новаторских изделий. К 50-м годам XX века руководство компанией, у которой уже было 300 сотрудников, взял на себя Лино Дзанусси, сын Антонио. Компания уже была известна по всей Европе благодаря газовым плитам, отличавшимся уникальной для того времени компактностью, производительностью и удобством.
В 1984 году компания Zanussi стала частью концерна Electrolux AB Stockholm, инвестиции которого помогли продолжить разработку бытовой техники с итальянским дизайном.